# 武儀駅

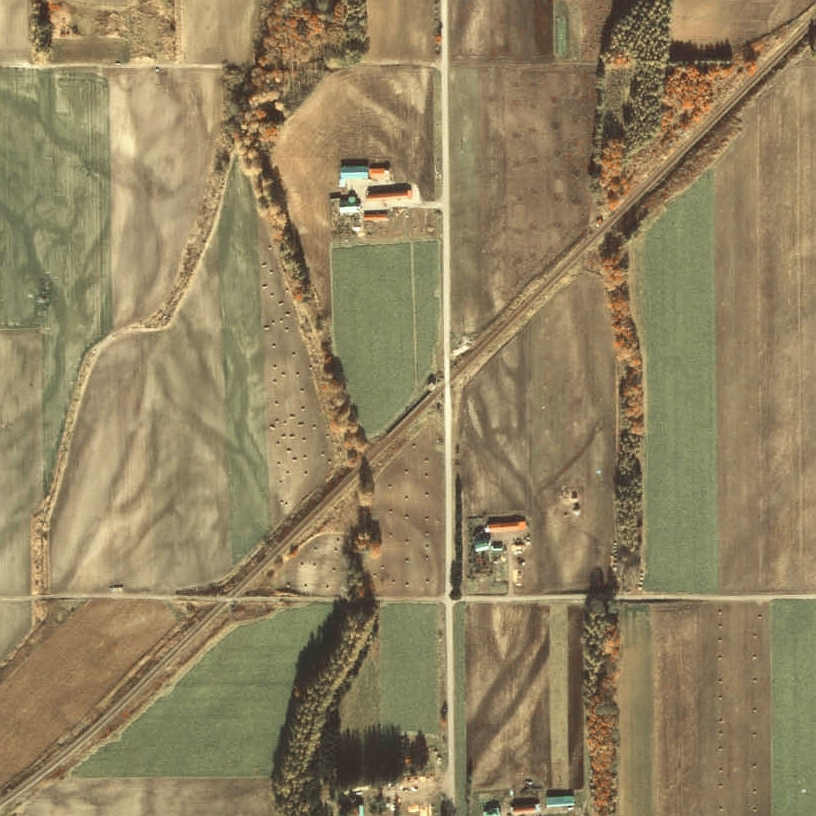
1977年の武儀駅と周囲約500m範囲。右上が士幌方面。

武儀駅（むぎえき）は、かつて北海道河東郡音更町字東音更幹線に存在した、日本国有鉄道（国鉄）士幌線の駅である。事務管理コードは▲111404。

## 歴史
- 1956年（昭和31年）12月25日 - 日本国有鉄道の駅として開業[1]。旅客のみ取り扱い[1]の駅員無配置駅[3]。
- 1987年（昭和62年）3月23日 - 士幌線の全線廃止に伴い、廃駅となる[1]。

### 駅名の由来
当地の俗称「武儀」より。大正期に岐阜県武儀郡（現在の関市域や美濃市域などからなる郡）の人々が入植したことによる。

## 駅の構造
廃止時は、単式1面1線のホームを有する無人駅であった。

## 周辺
- 国道241号
- 音更川
- 北海道拓殖バス、十勝バス「中士幌4号」停留所

## 駅跡
鉄道関連設備を撤去後は畑となっているが、2014年（平成26年）10月に駅跡を示す案内板が道路沿いに設置されており（木野駅・音更駅・駒場駅跡と同仕様）、2018年（平成30年）7月においても同様であった。

## 隣の駅
日本国有鉄道
士幌線
駒場駅 - 武儀駅 - 中士幌駅